# Oskar Kruse

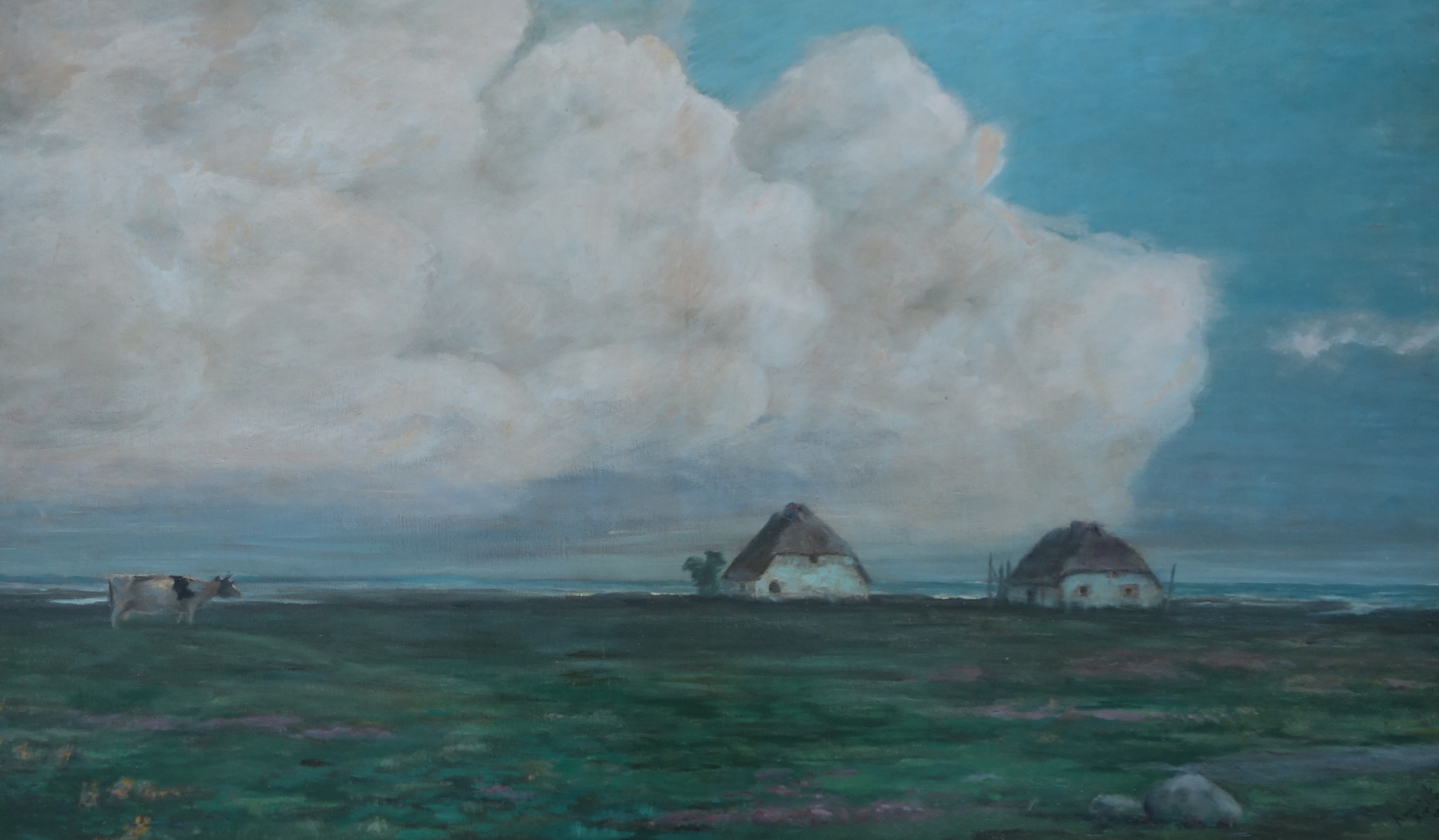
Blick über Hiddensee

Oskar Kruse (* 25. Mai 1847 in Stettin; † 10. August 1919 in Kloster auf Hiddensee), auch als Oskar Kruse-Lietzenburg bekannt, war ein deutscher Maler. Mit dem Bau der Lietzenburg und den dort stattfindenden Künstlertreffs prägte er das kulturelle Bild Hiddensees am Anfang des 20. Jahrhunderts.

## Leben
Oskar Kruse wurde 1847 als zweites Kind einer Stettiner Kaufmannsfamilie geboren. Zusammen mit seinen beiden Geschwistern wuchs er in einem musischen Umfeld auf. Er schlug zunächst erfolgreich eine kaufmännische Laufbahn ein. 1890 ließ er sich, als Besitzer eines großen Holzhandels, in der Lietzenburger Straße in Berlin-Charlottenburg ein Haus bauen, das er Lietzenburg nannte.
Im Jahr 1889 gab er seinen kaufmännischen Beruf auf, um in Berlin Malerei zu studieren. Bald darauf ging er nach München, wo er von Fritz von Uhde gefördert wurde. 1893 besuchte er die damals deutschlandweit bekannte Künstlerkolonie Dachau. Die dort lebenden Maler orientierten sich vor allem an Pariser Künstlern, so dass er 1894 nach Paris ging, um dort an der Académie Julian zu studieren.
Im gleichen Jahr stellte er unter dem Namen Oskar Kruse-Lietzenburg erstmals seine Werke aus. 1899 wurde Kruse Mitglied der Berliner Secession, einer Gruppe fortschrittlicher Berliner Künstler, die sich vom akademischen Kunstbetrieb abgespalten hatte. In den Jahren 1903 und 1904 unternahm er Reisen nach London und Italien. Studienreisen in Deutschland führten ihn zunächst nach Lohme auf der Insel Rügen, dann weiter auf die Insel Hiddensee. 

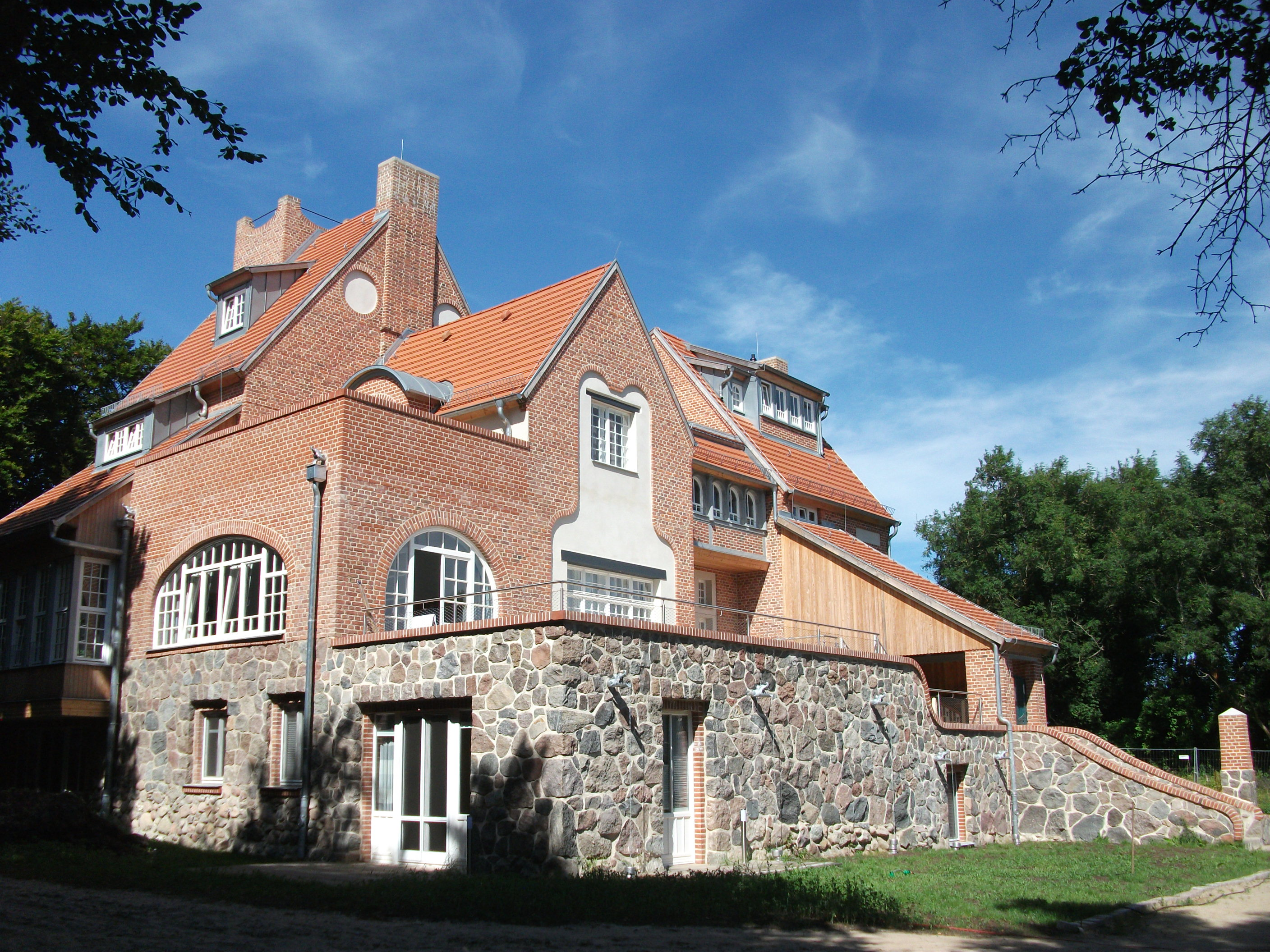
Lietzenburg auf Hiddensee, Ansicht Süd-West,
Foto: Claus Beneking

Hiddensee faszinierte ihn so sehr, dass er 1904 im Inselort Kloster eine Jugendstilvilla, seine zweite Lietzenburg bauen ließ. Als er seine väterliche Erbschaft erhalten hatte, nahm er damit sein Vorhaben, auf der Insel eine Künstlerkolonie zu schaffen, in Angriff. Dabei wurde er von seinem Bruder Max Kruse unterstützt, einem Bildhauer, der eigentlich eine Künstlerkolonie am Lago Maggiore geplant hatte. In der Sommerzeit versammelte Oskar Kruse zahlreiche Künstler in der Lietzenburg, wo er sich abends als Erzähler phantasievoller Geschichten hervortat. Die zum Teil grotesken Erzählungen brachten ihm unter den Zuhörern die Bezeichnung Münchhausen ein, während die Inselbewohner ihn Onkel Os nannten.
1919 starb Oskar Kruse in Kloster im Gutshof „Haus am Meer“. Er wurde auf dem Friedhof des Ortes beigesetzt. Sein Bruder und dessen Frau Käthe Kruse führten die Lietzenburg weiter.
Oskar Kruse-Lietzenburg war Mitglied im Deutschen Künstlerbund.